# Região Geográfica Intermediária de Presidente Dutra
A Região Geográfica Intermediária de Presidente Dutra é uma das cinco regiões intermediárias do estado brasileiro do Maranhão e uma das 134 regiões intermediárias do Brasil, criadas pelo Instituto Brasileiro de Geografia e Estatística (IBGE) em 2017. É composta por 28 municípios, distribuídos em três regiões geográficas imediatas, localizando-se na região centro-leste do estado, abrangendo o Médio Parnaíba e o Alto Itapecuru.
Sua população total estimada pelo Instituto Brasileiro de Geografia e Estatística (IBGE) para 1º de julho de 2018 é de 481 920 habitantes, distribuídos em uma área total de 38 299,325 km².
Presidente Dutra é o município mais populoso da região intermediária, com 47 567 habitantes, de acordo com estimativas de 2018 do Instituto Brasileiro de Geografia e Estatística (IBGE).

## Regiões geográficas imediatas
| Região geográfica imediata                       | Municípios | População Estimativa 2018 | Área (km²) |
| ------------------------------------------------ | --- | ------------------------- | ---------- |
| Região Geográfica Imediata de Presidente Dutra   | Dom Pedro Fortuna Gonçalves Dias Governador Archer Governador Eugênio Barros Governador Luiz Rocha Graça Aranha Presidente Dutra Santa Filomena do Maranhão São Domingos do Maranhão São José dos Basílios Senador Alexandre Costa Tuntum | 248 372                   | 10 540,088 |
| Região Geográfica Imediata de São João dos Patos | Barão de Grajaú Benedito Leite Lagoa do Mato Nova Iorque Paraibano Passagem Franca Pastos Bons São Domingos do Azeitão São Francisco do Maranhão São João dos Patos Sucupira do Riachão                                                   | 150 874                   | 15 591,786 |
| Região Geográfica Imediata de Colinas            | Colinas Jatobá Mirador Sucupira do Norte | 82 674                    | 12 167,451 |
| Total                                            | 28 | 481 920                   | 38 299,325 |